# Землелаз смугастий
Землелаз смугастий (Geocerthia serrana) — вид горобцеподібних птахів родини горнерових (Furnariidae). Ендемік Перу. Це єдиний представник монотипового роду Смугастий землелаз (Geocerthia).

## Таксономія
Традиційно смугастого землелаза відносили до роду Землелаз (Upucerthia), однак за результатами молекулярно-генетичного дослідження цей вид був переведений до новоствореного роду Geocerthia.

## Опис
Довжина птаха становить 19-20 см, вага 44-52 г. Верхня частина тіла сірувато-бура. Над очима вузькі білі "брови", тім'я і верхня частина спини поцятковані світлими смужками. Крила і хвіст руді. Горло біле, нижня частина тіла сірувато-коричнева, поцяткована білими смужками. Дзьоб вигнутий, відносно довгий, але коротший, ніж у інших землелазів. Лапи чорні, міцні.

## Підвиди
Виділяють два підвиди:
- G. s. serrana (Taczanowski, 1875) — Анди на півночі і в центрі Перу (від Кахамарки на південь до Ліми і Хуніна);
- G. s. huancavelicae (Morrison, 1938) — Анди на півдні центрального Перу (Уанкавеліка).

## Поширення і екологія
Смугасті землелази живуть у вологих гірських тропічних лісах Анд, у високогірних чагарникових заростях та серед скель. Віддають перевагу лісам Polylepis. Зустрічаються поодинці або парами, на висоті від 2750 до 4300 м над рівнем моря. Гніздяться в норах.